# نيستور فابيان
نيستور فابيان (بالإسبانية: Néstor Fabián)‏ هو مغني وممثل أرجنتيني، ولد في 30 نوفمبر 1938 ببوينس آيرس في الأرجنتين.

## وصلات خارجية
- نيستور فابيان على موقع IMDb (الإنجليزية)
- نيستور فابيان على موقع ميوزك برينز (الإنجليزية)